# Caetano Manuel de Faria e Albuquerque

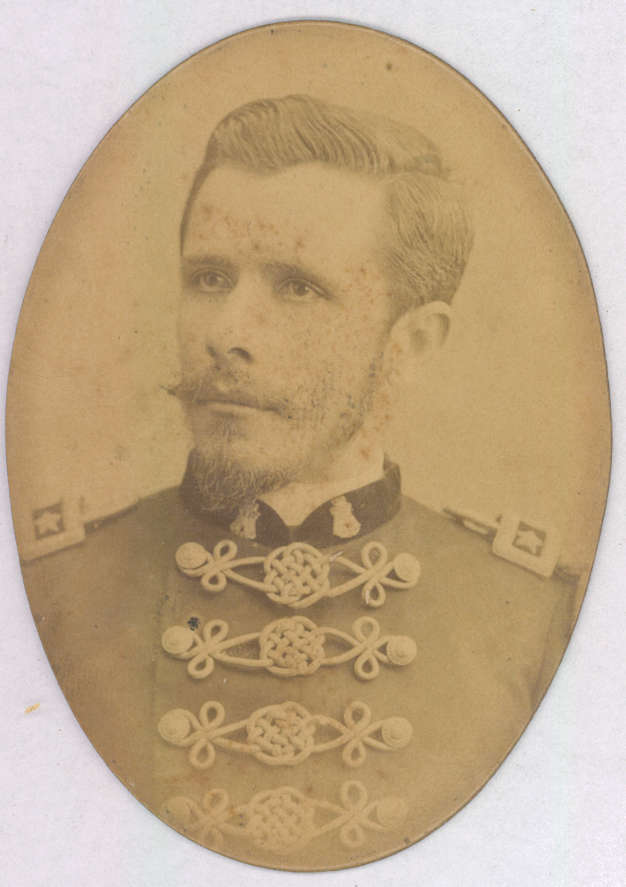
Fotografia como deputado eleito pelo estado do Mato Grosso, em 1890.

Caetano Manuel de Faria e Albuquerque (Cuiabá, 11 de janeiro de 1857 – Cuiabá, 10 de fevereiro de 1925) foi um engenheiro militar, político e jornalista brasileiro.
Filho do tenente-coronel Caetano Manuel de Faria e Albuquerque, comandante das armas da então província de Mato Grosso, natural de Pernambuco, e Francelina da Silva Pereira, natural de Cuiabá.

## O escritor
- Resumo chorográfico do Estado de Mato Grosso, Rio de Janeiro, 1894;[3]
- Dicionário Tecnico Militar de Terra, Lisboa, 1911.[3]

## O militar e engenheiro
Assentou praça como voluntário em 1871. Após seus estudos na Academia Militar do Rio de Janeiro, a 9 de setembro de 1882 retornou à sua terra natal, para investir-se nas funções de ajudante de ordens do Comando das Armas, como capitão de Engenheiros. Foi promovido a major Graduado em 21 de março de 1890. Reformado como general de Brigada em 1913. No regime imperial, desempenhou cargos importantes nas obras militares do Pará (1882), Mato Grosso (1883), Piauí e Paraíba (1886) e, participou da organização da carta das fronteiras (1888). No regime atual destacam-se os serviços na Comissão Telegráfica de Leste (1890), no Laboratório Pirotécnico (1891), e sobretudo na estrada de ferro Paraná − Mato Grosso. E ainda realizou:
- Estudos e reconhecimentos da zona que medeia entre Guarapuava e o rio Paraná, para construção de uma estrada de ferro segundo o traçado de Rebouças
- Estudos para construção de uma linha telegráfica de Corumbá ao Forte de Coimbra
- Estudos relativos à defesa das costas do Brasil

## O político
- Em 1884, lançou a sua candidatura de deputado Federal por Mato Grosso pelo Partido Liberal, porém não foi eleito.
- Eleito deputado federal por Mato Grosso em dois períodos, da Constituinte de 1891 e o do quatriênio Hermes da Fonseca (1910 - 1914).[5][2]
- Foi presidente do Estado de Mato Grosso. Eleito em março de 1915, assumiu a 15 de agosto e governou até 9 de fevereiro de 1917, quando foi afastado pelo presidente Venceslau Brás.[5][2]

## O Afastamento do Governo de Mato Grosso
Eleito pelo Partido Republicano Conservador, o novo governador desagradou seus correligionários quando não exonerou os servidores públicos nomeados pela oposição, e mesmo com maioria dos deputados estaduais acabou desamparado, e isso o levou a pedir afastamento do governo, porém, voltou atrás ao receber apoio do principal líder da oposição, o ex-governador Pedro Celestino Corrêa da Costa, do Partido Republicano Mato-Grossense.
A agitação política em Cuiabá despertaria reações armadas na região sul do Estado, no que se chamou de “Caetanada”. Ocorre que os chefes políticos sulistas também desejavam explorar a erva-mate, e o arrendamento dos ervais pertencia exclusivamente a Companhia Matte Larangeira, com forte influência na Assembleia Legislativa.  Os embates bélicos em torno da “Questão do Mate” acabariam por levar ao afastamento do governador pelo governo federal.